# Фросина
„Фросина“ (на македонска литературна норма: „Фросина“) е черно-бял социален филм от Народна република Македония от 1952 година на режисьора Воислав Нанович по сценарий на Владо Малески. Това е първият македонски игрален филм.
Главните роли се изпълняват от Мери Бошкова, Петър Веляновски, Ацо Йовановски, Петре Пърличко, Илия Джувалековски.

## Сюжет
Фросина е нещастна средностатистическа жена, която не се радва на щастливо сeмейно огнище със съпруга си. Децата, които ражда умират освен последното ѝ дете Климе, който расте пред очите на Фросина като нейна едничка радост в живота. Малкото момче се запознава с партизанина Кръсте, който предава на детето много от идеите си. След това обаче Климе умира по време на военни действия в града, в който живее и оставя майка си сама в болката ѝ.